# Косолянка
Косолянка Перегонка (бел. Касалянка) — река в Славгородском районе Могилёвской области и Кормянском районе Гомельской области Белоруссии.
Правый приток реки Сож (бассейн Днепра). Течёт по юго-западной окраине Оршанско-Могилёвской равнины.

## Гидрология
Длина 34 км, площадь водосбора 352 км², средний уклон водной поверхности 0,8 %, среднегодовой расход воды в устье около 1,8 м³/с.
Долина реки в нижнем течении трапециобразная, шириной 0,9 — 1,5 км. Пойма в верховье заболоченная, ниже — сухая, двухсторонняя шириной 0,2 — 0,9 км. Ширина реки в среднем течении 8 — 10 м, в нижнем 3 — 5 м. Не судоходна.
Исток реки начинается возле юго-западной окраины деревни Малая Зимница Славгородского района. Устье в 1 км на восток от деревни Литвиновичи Кормянского района.
Населённые пункты на реке: деревни Косель, Курганье.
Русло на протяжении 17,5 км канализировано.